# Isonychia arabica
Isonychia arabica is een haft uit de familie Isonychiidae. De wetenschappelijke naam van de soort is voor het eerst geldig gepubliceerd in 1987 door Al-Zubaidi, Braasch & Al-Kayatt.
De soort komt voor in het Palearctisch gebied.